# Jozef De Vogelaere
Jozef De Vogelaere (Anzegem, 8 mei 1915 - Pittem, 14 oktober 1981) was een Belgisch rooms-katholiek priester en proost van christelijke sociale werken.

## Levensloop
De Vogelaere werd, na studies een het Brugs seminarie, in 1940 tot priester gewijd. Hij was achtereenvolgens:
- leraar aan het Sint-Stanislascollege in Poperinge (1940-1944),
- medepastoor in Oostrozebeke (1946-1954),
- proost van de Christelijke Sociale Werken (ACW) voor het arrondissement Roeselare-Tielt (1954-1967),
- pastoor in Heule (1968-1976),
- emeritus-pastoor in Pittem (1976-1981).

## Publicaties
- Kroniek van de Gilde en de sociale beweging in Roeselare voor de Eerste Wereldoorlog, 1980.
- Hendrik Vandendriessche (1839-1904). Een baanbreker voor de sociaal-economische werken in Vlaanderen, 1981.
- De slechte jaren 1840-1850 in het arrondissement Roeselare - Tielt, 1982 (postuum).
- Even achterom kijken, levensherinneringen, 1982 (postuum).